# بخش گداگ
بخش گداگ (به انگلیسی: Gadag district) یک منطقهٔ مسکونی در هند است که در Belgaum division واقع شده‌است. بخش گداگ ۴٬۶۵۶ کیلومتر مربع مساحت و ۱٬۰۶۴٬۵۷۰ نفر جمعیت دارد.